# Kara (film)
Kara (jap. 叫 Sakebi) – japoński horror z 2006 roku w reżyserii Kiyoshiego Kurosawy.

## Opis fabuły
Noboru Yoshioka prowadzi dochodzenie w sprawie zabójstwa kobiety, która została utopiona. Jej zwłok nie udało się zidentyfikować. Coraz większy niepokój detektywa budzą dowody znalezione na miejscu zbrodni. Wszystko wskazuje na to, że mordercą jest właśnie Yoshioka. Mężczyzna nie pamięta wydarzeń feralnej nocy i nie ma alibi.

## Obsada
- Kōji Yakusho jako Noboru Yoshioka
- Manami Konishi jako Harue
- Riona Hazuki jako F18
- Tsuyoshi Ihara jako detektyw Miyaji
- Hiroyuki Hirayama jako młody detektyw Sakurai
- Joe Odagiri jako doktor Takagi

i inni